# Ринґу (волость)
Ри́нґу (ест. Rõngu vald) — колишня волость в Естонії, до адміністративної реформи 2017 року одиниця самоврядування в повіті Тартумаа.

## Географічні дані
Площа волості — 164,1 км2, чисельність населення на 1 січня 2017 року становила 2683 особи.

## Населені пункти
Адміністративний центр — селище Ринґу.
На території волості розташовувалися:
2 селища (alevik): Кяерді (Käärdi), Ринґу (Rõngu).
15 сіл (küla):
Валґута (Valguta), Калме (Kalme), Кидукюла (Kõduküla), Кірепі (Kirepi), Корусте (Koruste), Кяо (Käo), Лапетукме (Lapetukme), Лоссімяе (Lossimäe), Пійґанді (Piigandi), Райґасте (Raigaste), Раннакюла (Rannaküla), Таммісте (Tammiste), Теедла (Teedla), Тілґа (Tilga), Удерна (Uderna).

## Історія
11 липня 1991 року Ринґуська сільська рада була перетворена у волость зі статусом самоврядування.